# 4-D
«4-D» (англ. «4-D») — 4-й эпизод 9-го сезона сериала «Секретные материалы». Премьера состоялась 9 декабря 2001 года на телеканале FOX. Эпизод принадлежит к типу «монстр недели» и никак не связан с основной «мифологией сериала», заданной в первой серии. Режиссёр — Тони Уармби, автор сценария — Стивен Маэда, приглашённые звёзды — Кэри Элвес, Дилан Хаггерти, Анжела Пэтон, Гил Колон, Минг Ло.
В США серия получила рейтинг домохозяйств Нильсена, равный 5,1, который означает, что в день выхода серию посмотрели 8,7 миллионов человек.
Главные герои сериала — агенты ФБР, расследующие сложно поддающиеся научному объяснению преступления, называемые Секретными материалами.. Сезон концентрируется на расследованиях агентов Даны Скалли (Джиллиан Андерсон), Джона Доггетта (Роберт Патрик) и Моники Рейс (Аннабет Гиш), а также помощнике директора ФБР Уолтере Скиннере (Митч Пиледжи).

## Сюжет
Жестокий убийца по имени Эрвин Лукеш, способный перемещаться между параллельными вселенными, стреляет в Доггетта из пистолета Рейс. Брэд Фоллмер начинает расследование, чтобы докопаться до правды, а Рейс вскоре догадывается, что Лукеш — убийца.